# Solenocera choprai
Solenocera choprai är en kräftdjursart som beskrevs av Nataraj 1945. Solenocera choprai ingår i släktet Solenocera och familjen Solenoceridae. Inga underarter finns listade i Catalogue of Life.